# Union Handballclub Stockerau
Dernière mise à jour : 25 octobre 2018.
L'Union Handballclub Stockerau est un club de handball basé à Stockerau en Autriche.

## Palmarès
Section masculine
- Championnat d'Autriche (1) : 1986
- Coupe d'Autriche (3) : 1988, 1989, 1990

Section féminine
- Coupe d'Autriche (1) : 2018